# Kreidler

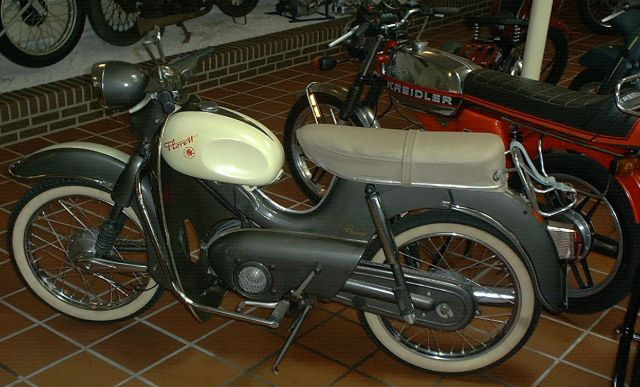
Kreidler Florett modelos de los años 50 y 70.

Kreidler es un fabricante alemán de motocicletas y ciclomotores, con sede en Kornwestheim, entre Ludwigsburg y Stuttgart. La empresa fue fundada en 1903 como "Kreidlers Metall- und Drahtwerke" (Kreidlers factoría de metal y cable) por Anton Kreidler y empezó a construir motocicletas en 1951. En 1959 un tercio de todas las motocicletas alemanas eran de esta marca. En los años 1970 Kreidler tuvo grandes éxitos en el campeonato del mundo de velocidad en la categoría de 50 cc.
Kreidler ganó nueve campeonatos del mundo en la citada categoría de 50 cc:
1971 Jan de Vries
1973 Jan de Vries
1974 Henk van Kessel
1975 Ángel Nieto
1979 Eugenio Lazzarini
1980 Eugenio Lazzarini
1982 Stefan Dörflinger
1983 Stefan Dörflinger
En la actualidad (2007) en su catálogo aparecen dos modelos de 125 cc, varios scooters de 50 cc, karts, quads y bicicletas.

## Galería

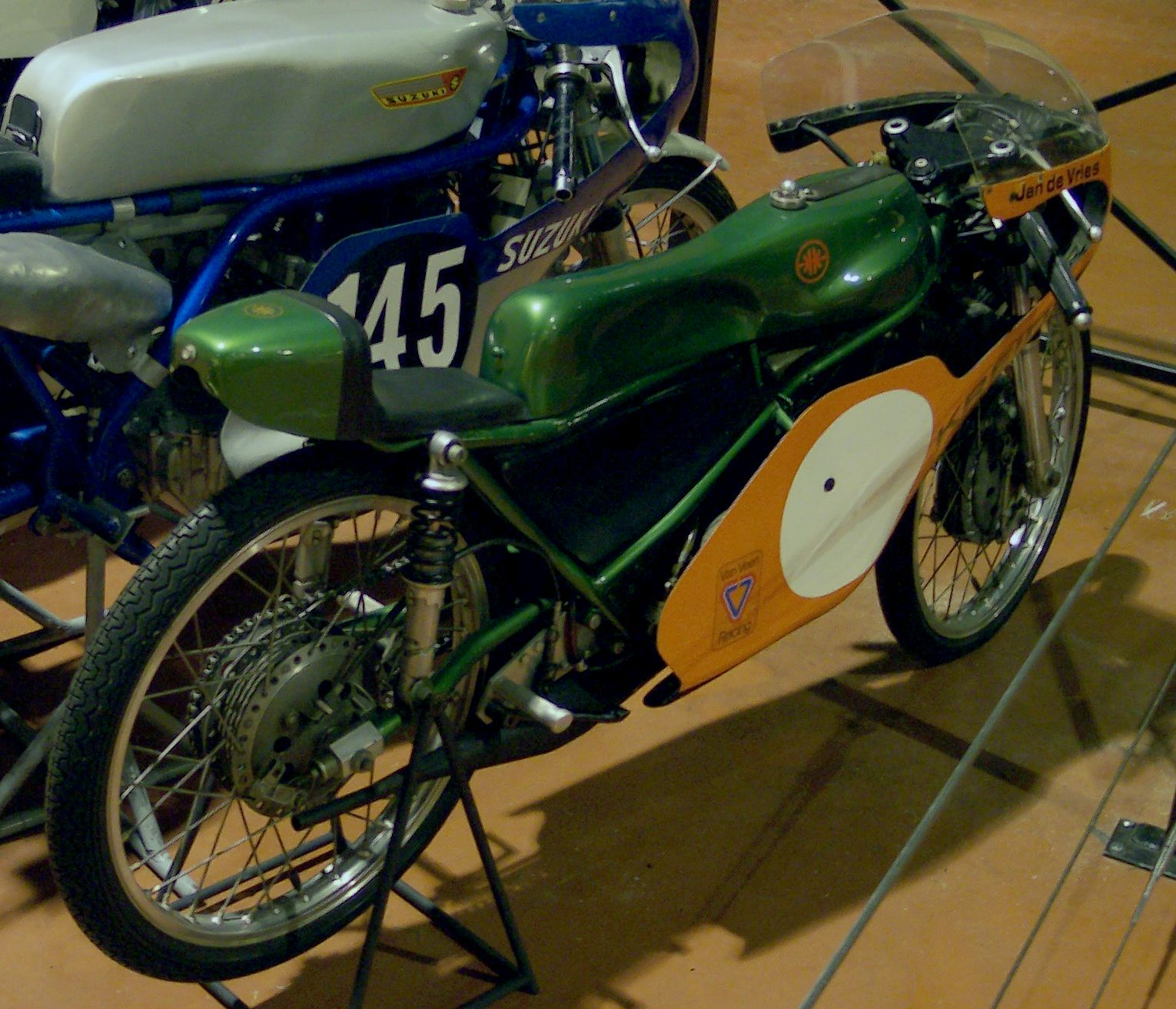
Kreidler del equipo Van Veen Racing de Jan de Vries (1971)
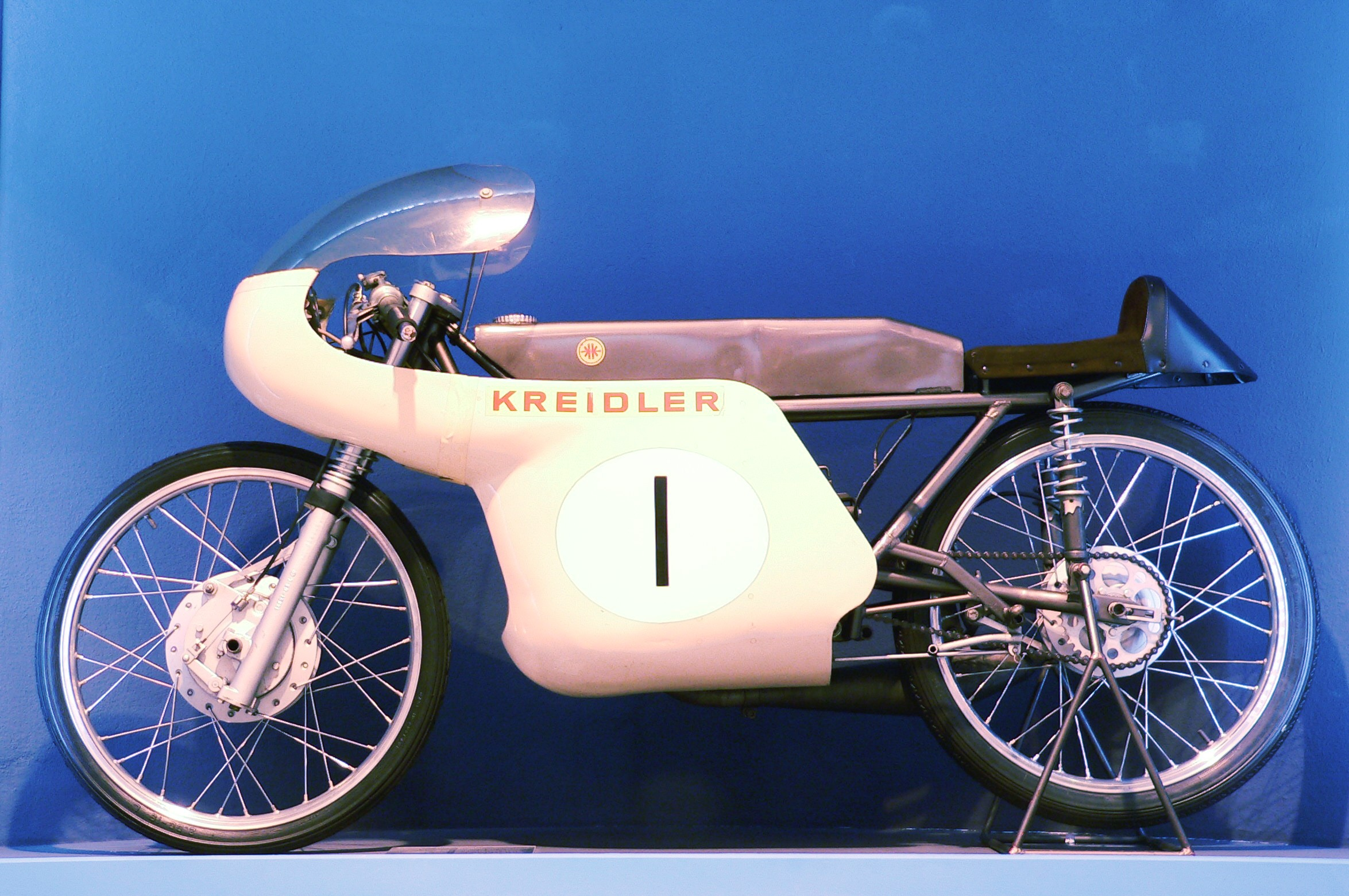
"Kreidler Racing Florett" (1963)
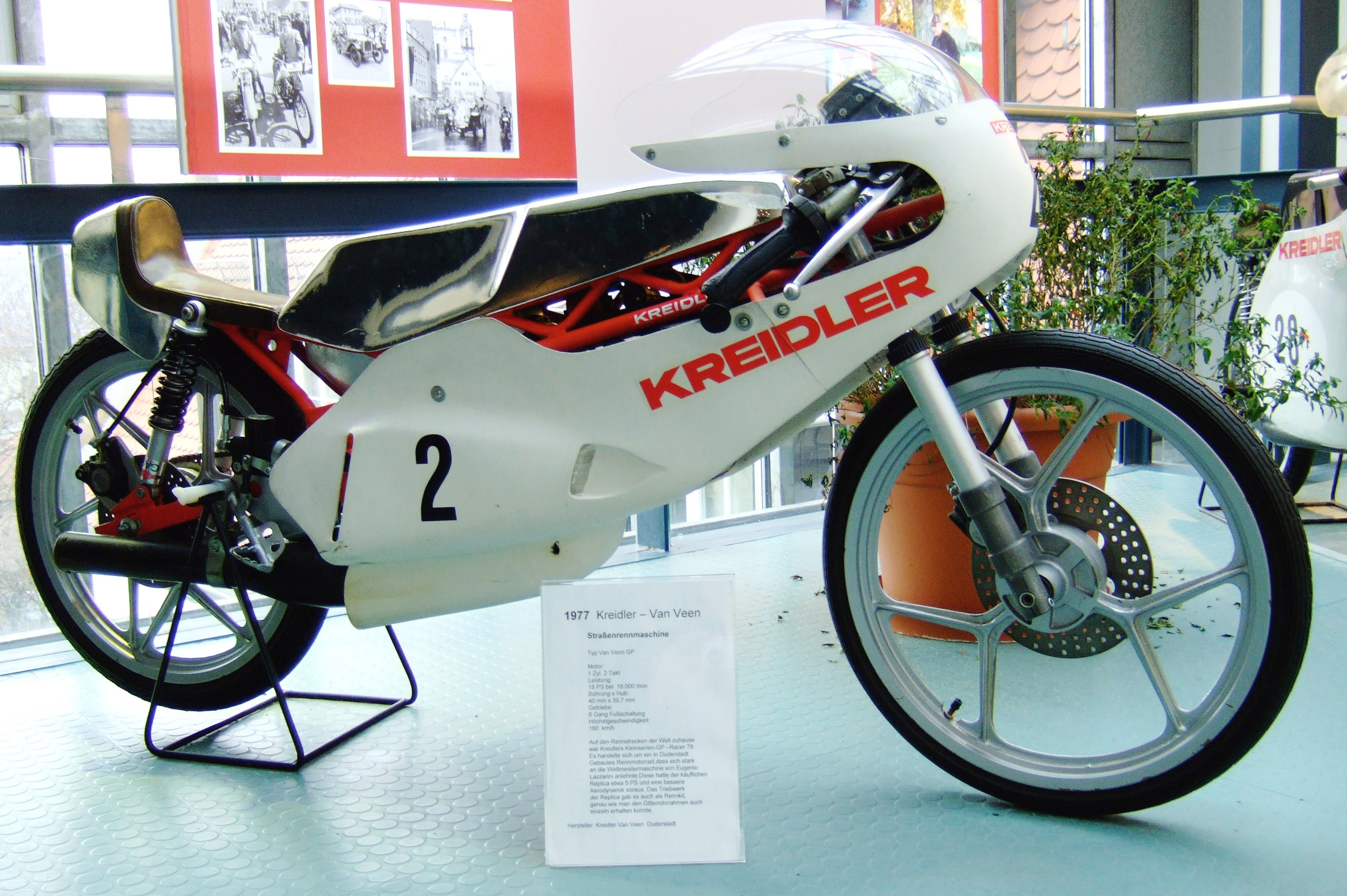
"Kreidler Van Veen GP" (1977)
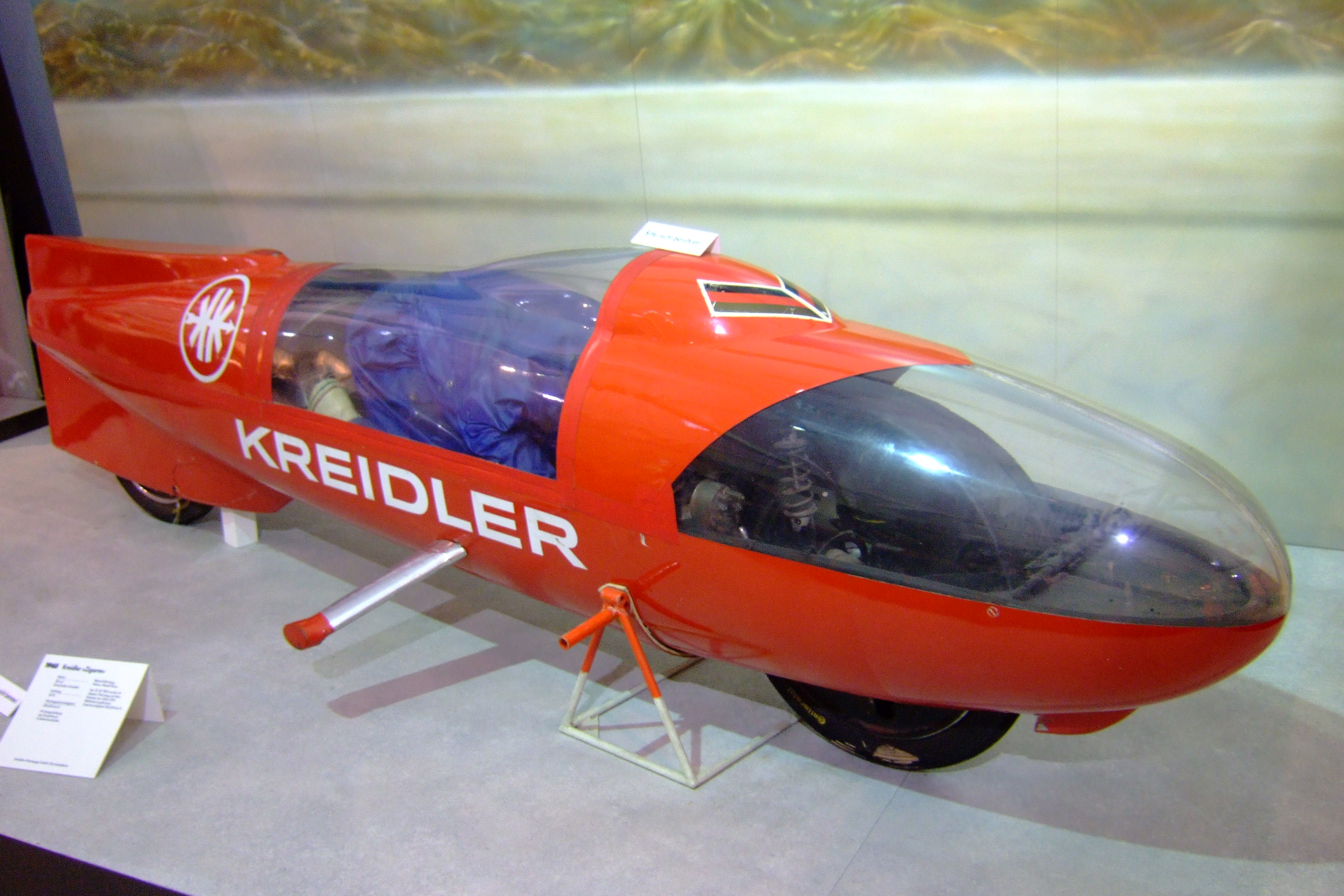
"Kreidler Zigarre" (50 cm³, record: 210,634 km/h 23.10.1965 Utah/EE. UU.)